# Bayerisches Forschungsinstitut für Digitale Transformation
Das Bayerische Forschungsinstitut für Digitale Transformation (bidt) ist ein 2018 gegründetes Institut der Bayerischen Akademie der Wissenschaften. Es trägt dazu bei, die Entwicklungen und Herausforderungen der digitalen Transformation besser zu verstehen. Damit liefert es die Grundlagen, um die digitale Zukunft der Gesellschaft verantwortungsvoll und gemeinwohlorientiert zu gestalten.
Im bidt geht das seit 2016 an die Akademie angeschlossene Munich Center for Internet Research (MCIR) auf. Die Eröffnungsveranstaltung des bidt mit dem Thema „Daten nützen, Daten schützen – Herausforderungen für Europa“ fand am 17. und 18. Juli 2019 in der Bayerischen Akademie der Wissenschaften in München statt.
Im Sommer 2024 wurde eine engere Zusammenarbeit zwischen dem bidt, dem Weizenbaum-Institut, dem Center for Advanced Internet Studies (CAIS) und Leibniz-Institut für Medienforschung | Hans-Bredow-Institut (HBI) beschlossen, um den wissenschaftlichen Nachwuchs besser zu fördern.

## Ziele und Organisation
Die Gründung des bidt wurde von der Bayerischen Staatsregierung im Juni 2018 beschlossen, um ein „fundiertes Verständnis der digitalen Transformation zu erarbeiten, auf dessen Basis bestehende Stärken Bayerns, Deutschlands und Europas in der digitalen Welt ausgebaut und neu entwickelt werden können.“
Zentrale Aktivitäten des bidt sind:
- Forschung: international herausragende interdisziplinäre Forschung; in Konsortialprojekten arbeiten Forscher bayernweit von verschiedenen Standorten, Hochschulen und Institutionen zu gesellschaftlich relevanten Fragestellungen zusammen.
- Think Tank: sichert Entscheidungsträgern in Politik, Wirtschaft und Gesellschaft den Zugang zu Erkenntnissen der digitalen Transformation und erarbeitet Empfehlungen für die Umsetzung; erstellt Indikatoren und Analysen, informiert laufend über aktuelle Entwicklungen und Trends, veröffentlicht Expertisen und Berichte (z.B. jährlicher Bericht Internet und Gesellschaft Deutschland).
- Dialog: ist die Schnittstelle zwischen Forschung, Politik, Wirtschaft und Gesellschaft; macht wissenschaftliche Erkenntnisse der Öffentlichkeit zugänglich; durch ständigen Austausch mit der breiten Öffentlichkeit werden Fragen aus der Mitte der Gesellschaft an die Forschung zurückgespielt.

## Forschungsbereiche
Die Forschungsbereiche des bidt sind:
- Staat, Regulierung und Infrastruktur
- Kommunikation, Gesellschaft und Partizipation
- Wirtschaft und Arbeitswelt

Mit ihrem interdisziplinären Ansatz erforschen die internen und geförderten Projekte die Chancen und Herausforderungen der Digitalisierung.
Im Jahr 2025 wurden zwölf neue Konsortialprojekte vom bidt gefördert:
- KI im Journalismus: Der Einfluss generativer KI auf Objektivität und Dialogbereitschaft in der Debatte um Klimaschutz
- Mensch-KI-Co-Creation von Programmcode bei unterschiedlichen Vorkenntnissen – Effekte auf Performanz und Vertrauen
- Rechtsunsicherheit durch generative KI? Reformüberlegungen zur Förderung von Systemvertrauen an Hochschulen
- Generative Artificial Intelligence in Elections: Uses, Preferences, and Trust
- Selbstreguliert und kompetent mit generativer KI interagieren: Diagnostik und Förderung
- Algorithmische Darstellungsverzerrungen aus Userperspektive: Bewertung, Auswirkungen, Interventionen
- Wie „menschlich“ muss Gerechtigkeit sein? Psychologische Determinanten von Vertrauen in Ko-Kreation im Kontext Rechtssystem
- Trustworthy Generative AI Copilots for Data Analytics in Business Decision-Making
- AI-Aided Design: Generative AI as a Co-Creation Tool
- Human-Centered Specification-Driven Software Engineering with Generative AI
- For the Greater Good? Deepfakes in der Strafverfolgung
- Autoritäre KI: Wie große Sprachmodelle (LLMs) an Russlands Propaganda angepasst werden

## Mitglieder des Direktoriums
- Alexander Pretschner[8][9] (Vorsitz), Lehrstuhl für Software Engineering, TU München
- Felix Freiling, Department Informatik, Friedrich-Alexander-Universität Erlangen-Nürnberg
- Dirk Heckmann[10], Lehrstuhl für Recht und Sicherheit der Digitalisierung, TU München
- Thomas Hess, Institut für Digitales Management und Neue Medien, Ludwig-Maximilians-Universität München
- Andreas Jungherr, Lehrstuhl für Politikwissenschaft, insbesondere Digitale Transformation, Otto-Friedrich-Universität Bamberg
- Julian Nida-Rümelin[11], Professor emeritus für Philosophie und Politische Theorie, Ludwig-Maximilians-Universität München
- Sabine Pfeiffer[12], Lehrstuhl für Soziologie mit dem Schwerpunkt Technik, Arbeit, Gesellschaft, Friedrich-Alexander-Universität Erlangen-Nürnberg (FAU)
- Ute Schmid[13], Lehrstuhl für  Kognitive Systeme, Fachbereich Angewandte Informatik, Otto-Friedrich-Universität Bamberg
- Hannah Schmid-Petri[14], Lehrstuhl für Wissenschaftskommunikation, Universität Passau

Ute Schmid und Alexander Pretschner bilden den Geschäftsleitenden Ausschuss des bidt.

## Ehemalige Mitglieder des Direktoriums
- Lisa Herzog, Centre for Philosophy, Politics and Economics, Universität Groningen
- Ursula Münch[15], Akademie für Politische Bildung, Tutzing

- Dietmar Harhoff, Max-Planck-Institut für Innovation und Wettbewerb, München
- Andreas Boes, Institut für Sozialwissenschaftliche Forschung e.V., München
- Eric Hilgendorf, Ordinarius für Strafrecht, Strafprozessrecht, Rechtstheorie, Informationsrecht und Rechtsinformatik, Julius-Maximilians-Universität Würzburg

## Vergleichbare Forschungseinrichtungen
- Weizenbaum-Institut
- Alexander von Humboldt Institut für Internet und Gesellschaft (HIIG)
- Center for Advanced Internet Studies (CAIS)

- Berkman Klein Center for Internet & Society an der Harvard University
- Oxford Internet Institute an der University of Oxford